# 1968年夏季残疾人奥林匹克运动会意大利代表团
1968年夏季残疾人奥林匹克运动会意大利代表团是意大利派出的1968年夏季残疾人奥林匹克运动会代表团。获得12枚金牌、10枚银牌和17枚铜牌。